# Труе, Вилли
Вилли Труе (нидерл. Willy Truye 6 апреля 1934, Звевегем, Западная Фландрия — 17 января 2024, Звевегем, Фламандский регион) — бельгийский профессиональный шоссейный велогонщик в 1955-1962 годах. Дед бельгийских велогонщиков Батиста (род.1988), Эмиля (род.1996) и Эдварда Планкарта (род.1995).

## Достижения
1955
2-й Схал Селс 
1956
3-й Три дня Западной Фландрии
3-й Омлоп ван хет Хаутланд 
7-й Четыре дня Дюнкерка — Генеральная классификация
10-й Париж — Брюссель
1957
1-й Гран-при Исберга
3-й Халле — Ингойгем
5-й Дварс дор Фландерен
1958
1-й Tour du Nord — Генеральная классификация
1-й — Этап 1
2-й Тур Фландрии
3-й Три дня Западной Фландрии
1960
1-й Tour du Nord
3-й Тур Бельгии — Генеральная классификация
1962
3-й Гран-при Денена